# Roger Casale
Roger Casale (ur. 22 maja 1960) – brytyjski polityk, poseł do parlamentu z okręgu Wimbledon, członek Partii Pracy.
Ukończył studia na Uniwersytecie Oxfordzkim oraz Brasenose College.
W 1997 wygrał wybory do parlamentu w okręgu Wimbledon, stracił jednak mandat w wyborach w 2005 na rzecz Stephena Hammonda.